# Breguet Br 1050 Alizé
Il Breguet Br 1050 Alizé (in italiano Aliseo) era un monomotore a turboelica antisommergibile imbarcato con 3 uomini di equipaggio. Progettato e costruito dall'azienda aeronautica francese Breguet Aviation negli anni cinquanta, venne impiegato dalle aviazioni navali francese e indiana e rimase operativo fino al 2000.

## Storia

### Sviluppo
Il progetto del Br 1050 Alizé nacque nella prima metà degli anni cinquanta su specifica dell'Aviation navale, interessata ad un nuovo aereo antisommergibile imbarcato da destinare alle sue portaerei.
Fu incaricata dello sviluppo, della messa a punto e successivamente della produzione in serie la Société anonyme des ateliers d'aviation Louis Breguet (conosciuta anche semplicemente come Breguet Aviation), la quale si avvalse nello studio del nuovo aereo delle esperienze maturate con il modello Breguet Br 960 Vultur, quest'ultimo equipaggiato con un sistema propulsivo misto “turboelica-getto”.
Nel 1948 la Breguet infatti aveva iniziato a lavorare sul progetto di un nuovo aereo d'attacco imbarcato monoposto, il Br 960 Vultur, caratterizzato da un impianto propulsivo ibrido costituito da 1 turboelica Armstrong Siddeley Mamba montato sul muso (per il volo in crociera), integrato da 1 turboreattore Rolls-Royce Nene montato sulla coda (per il decollo e nel combattimento).
Il primo di due prototipi del Vultur volò nell'agosto 1951 e dopo vari voli di prova non riuscì a soddisfare le rosee aspettative che l'azienda aveva riposto in esso. Quindi fu avviato lo sviluppo del Br 1050 Alizé, il quale aveva al posto del turboreattore 1 radome retrattile dov'era alloggiato il radar.
L'Alizé si avvaleva di un'unica turboelica di maggiore potenza e di una configurazione tradizionale, con le ali ripiegabili e carrello principale alloggiato in gondole alari, nelle quali trovavano alloggio anche le boe acustiche, che insieme al radar costituivano i principali sensori per la caccia ai sommergibili. A bordo del nuovo velivolo, oltre al pilota, trovavano posto anche 2 operatori addetti al sistema radar e al sistema per la lotta antisommergibile.
Il prototipo spiccò il suo primo volo il 6 ottobre 1956 e il primo esemplare di serie fu consegnato alla marina francese il 29 maggio 1959. Il principale utente del Br 1050 Alizé è stata la Francia, mentre 12 esemplari furono consegnati anche alla marina indiana, che in seguito ne ricevette altri, dopo che erano stati radiati dalla Marine nationale. Oggi l'aereo è stato ritirato dal servizio da entrambi gli operatori.

### Impiego operativo
L'Aéronavale dal 1959 ha ricevuto in totale 75 macchine imbarcate sulle portaerei Clemenceau (R 98) e Foch (R 99). Negli anni novanta 21 esemplari in carico alla Flottille 4F e alla Flottille 6F sono stati aggiornati con 1 nuovo radar Iguane, sistema di navigazione Doppler e un armamento migliorato. L'ultimo Alizé è stato radiato nei primi anni del XXI secolo.

## Descrizione tecnica
Il Br 1050 Alizé era un velivolo di impostazione classica; monomotore turboelica ad ala bassa ripiegabile, di costruzione interamente metallica e dotato di carrello retrattile integrato da un gancio di coda.

### Armamento
L'Alizé poteva trasportare il seguente armamento: 1 siluro o 3 cariche di profondità alloggiati nella stiva bombe, 2 cariche di profondità e 6 razzi da 127 mm disposti sotto i due piloni alari.

## Utilizzatori
Francia
- Aéronautique navale (75 esemplari)
  - Flottille 6F
  - Flottille 4F
  - Flottille 9F

 India
- Naval Air Arm

14 esemplari in servizio tra il 21 marzo 1961 e il 1991.

## Velivoli comparabili
Regno Unito
- Fairey Gannet

 Stati Uniti
- Grumman S-2 Tracker